# برزان (صربستان)
برزان (به صربی: Brzan) یک روستا در صربستان است که در باتوچینا واقع شده‌است. برزان ۱٬۷۵۴ نفر جمعیت دارد و ۱۰۵ متر بالاتر از سطح دریا واقع شده‌است.